# Zyhmund Walawacz
Zyhmund Antonawicz Walawacz (biał. Зыгмунд Антонавіч Валявач, ros. Зыгмунд Антонович Валевач, Zygmund Antonowicz Walewacz; ur. 13 maja 1953 w Wysokiej Lipie) – radziecki i białoruski wojskowy, wykładowca, naukowiec i polityk, w latach 2012–2016 deputowany do Izby Reprezentantów Zgromadzenia Narodowego Republiki Białorusi V kadencji; kandydat nauk technicznych (odpowiednik polskiego stopnia doktora).

## Życiorys
Urodził się 13 maja 1953 roku we wsi Wysoka Lipa, w rejonie nieświeskim obwodu baranowickiego Białoruskiej SRR, ZSRR. Ukończył Mińską Inżynieryjną Rakietową Wyższą Szkołę Obrony Przeciwlotniczej (MIRWSOP) ze specjalnością radiotechniczną, uzyskując wykształcenie wojskowego inżyniera radiotechniki, oraz Białoruski Uniwersytet Państwowy ze specjalnością „Politologia”, uzyskując wykształcenie politologa, wykładowcy dyscyplin społeczno-politycznych. Posiada stopień wojskowy pułkownika rezerwy oraz stopień naukowy kandydata nauk technicznych (odpowiednik polskiego stopnia doktora). Jest docentem. Odbywał służbę wojskową w szeregach Armii Radzieckiej jako zastępca dowódcy baterii i rakietowego dywizjonu, kursowy oficer fakultetu, młodszy i starszy pracownik naukowy, zastępca kierownika Działu Naukowo-Badawczego MIRWSOP, kierownik Działu Naukowo-Badawczego, zastępca kierownika Akademii Wojskowej Republiki Białorusi ds. pracy naukowej. Pracował jako profesor Katedry Nauk Społecznych i kierownik Laboratorium Naukowo-Badawczego Akademii Wojskowej Republiki Białorusi.
18 października 2012 roku został deputowanym do Izby Reprezentantów Białorusi V kadencji z Uruckiego Okręgu Wyborczego Nr 109. Pełnił w niej funkcję członka Stałej Komisji ds. Bezpieczeństwa Narodowego. Jego kadencja w Izbie Reprezentantów zakończyła się 11 października 2016 roku.

## Życie prywatne
Zyhmund Walawacz jest żonaty, ma syna i córkę.